# Теодор Агріппа д'Обіньє
Теодо́р Агрі́ппа д'Обіньє́ (фр. Théodore Agrippa d'Aubigné; 8 лютого 1552 — 9 травня 1630) — французький поет, прозаїк, військовик та історик кінця епохи Відродження. Прихильник кальвінізму. Автор «Трагічних поем» (1616).

## Біографія
Народився в родині правника Жана д'Обіньє, сеньйора де Брі. Мати померла при пологах. Теодор Агріппа виховувався батьком в кальвіністському дусі. Навчався в Парижі у гуманіста Матьє Бероальда. 1562 року, коли гугенотів було вигнано з міста, разом зі своїм вчителем утік до Орлеану, який був у руках реформаторів . З 1565 року навчався в протестантському коледжі в Женеві у Теодора Бези. 1568 року втік від Бероальда, виготовивши мотузку з простирадл, й вступив до війська гугенотів.
Перебував на службі у Генріха Наваррского. Пішов з Парижа за три дні до початку Варфоломіївської ночі. 1573 року повернувся до двору й був призначений королівським конюшим. Брав участь у багатьох битвах, зокрема при Жарнаку та Монконтурській битві в 1569 році, при Кутра у 1587 році та під Іврі в 1590 році. Провів у війську тридцять років. Коли Генріх IV став королем Франції, Агріппа д'Обіньє залишив військо й зайнявся письменницькою працею. За тридцять років письменства залишив великий поетичний доробок, прозові твори, власні мемуари та праці з історії.

## Твори

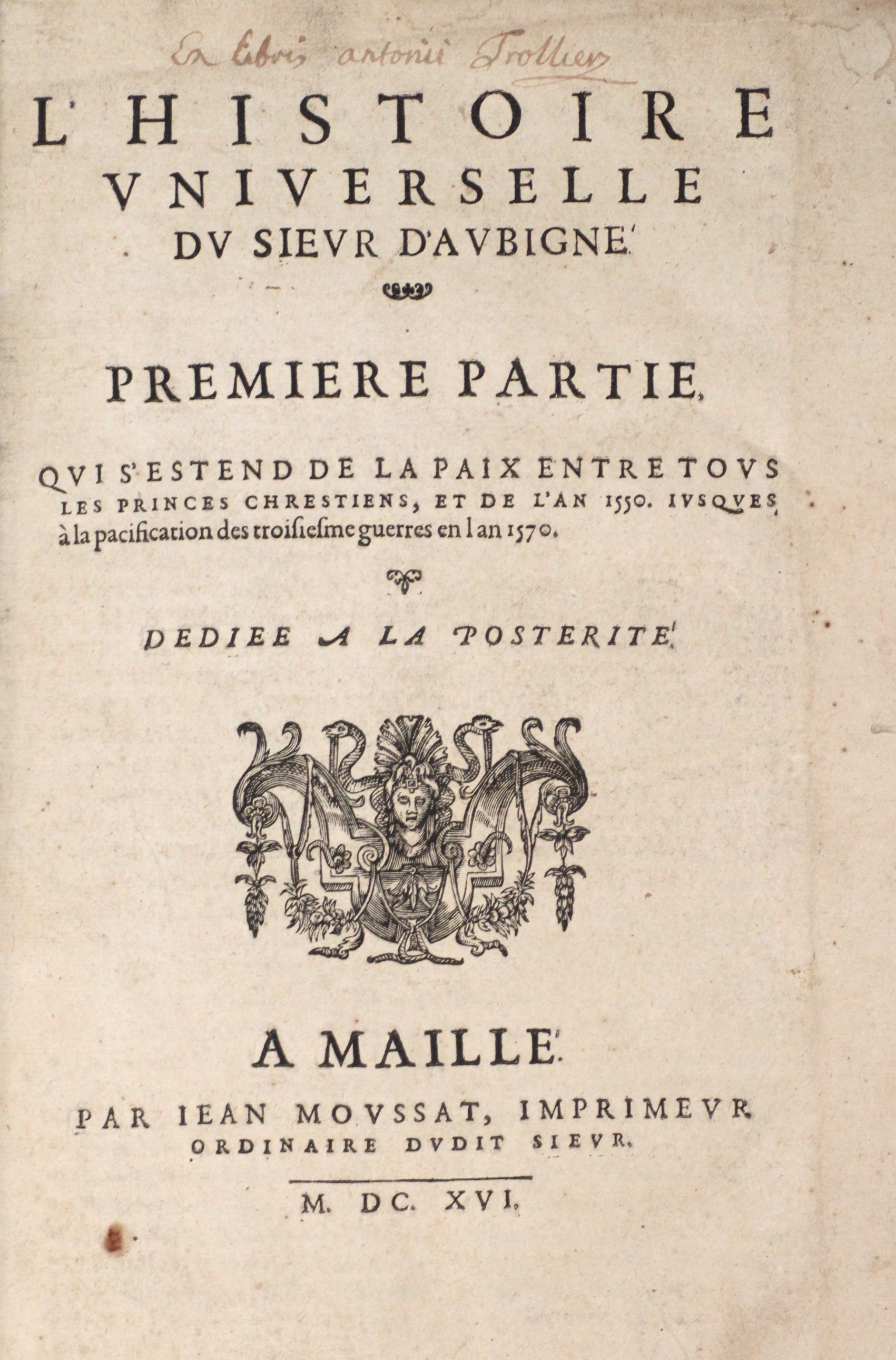
Видання Histoire Universelle, 1616

- Hécatombe à Diane, збірка сонетів в бібліотеці Ґалліка
- Les Tragiques, Éd. Frank Lestringant, Paris, Gallimard, 1995 ISBN 978-2-07-073724-6 в бібліотеці Ґалліка
- Les Tragiques  (1616, retravaillé sur manuscrit jusqu'en 1630), éd. Jean-Raymond Fanlo, Paris, Champions Classiques, 2006.
- Histoire universelle (11 vol., 1616–1630), Éd. André Thierry, Genève, Droz, 1981–2000 ISBN 978-2-600-00462-6
- Les Aventures du baron de Faeneste (1630), Éd. Prosper Mérimée, Nendeln, Liechtenstein, Kraus Reprint, 1972 в бібліотеці Ґалліка
- Petites œuvres meslées du sieur d'Aubigné (1630) Genève, Aubert, 1968 в бібліотеці Ґалліка
- Mémoires de Théodore Agrippa d'Aubigné publiés pour la première fois d'après le ms. de la bibliothèque du Louvre par M. Ludovic Lalanne, suivis de fragments de l'histoire universelle de d'Aubigné et de pièces inédites, Éd. Ludovic Lalanne, Paris, Charpentier, 1854 в бібліотеці Ґалліка
- Sa Vie à ses enfants, Paris, Nizet, 1986
- Le Printemps: l'hécatombe à Diane et Les stances (1873–1892), éd. H. Weber, Paris, Presses universitaires de France, 1960
- Œuvres, Henri Weber, Jacques Bailbé, Paris, Gallimard, 1969
- La Responce de Michau l'aveugle, suivie de La replique de Michau l'aveugle: deux pamphlets théologiques anonymes[6] publiés avec des pièces catholiques de la controverse, éd. Jean-Raymond Fanlo, Paris, Honoré Champion, 1996 ISBN 978-2-85203-613-0
- Petites oeuves meslees, Éd. Véronique Ferrer, Paris, Champion, 2004 ISBN 978-2-7453-0988-4
- Écrits politiques, éd. Jean-Raymond Fanlo, Paris, Champion, 2007

## Українські переклади
Твори Агріппи д'Обіньє українською перекладали Микола Терещенко та Михайло Москаленко (уривки з «Трагічних поем»), Всеволод Ткаченко («Весна»).